# Gol D. Roger
Gol D. Roger (ゴールD.ロジャー), også kendt under navnet Gold Roger (ゴールド ロジャー), er en fiktiv person i mangaen og animeen One Piece. Han er den første karakter, man får at se, samt grunden til, at piraternes storhedstid begynder i historien.

## Sørøvernes konge
Gol D. Roger var sørøvernes konge, verdens stærkeste pirat, og ejer af den legendariske skat One Piece. Han blev født i Loguetown og var berømt som manden, der gjorde, hvad ingen troede var muligt – han erobrede Grand Line. Selv før han tog af sted, var han den eneste mand, som ikke frygtede Grand Lines farer, men i stedet for var han spændt på at rejse derhen. Selv med advarsler om skibe, der aldrig vendte tilbage for det hav, var han ligeglad; faktisk erklærede han, at dette var grunden til, at han tog derhen.
Han siges at have været komplet frygtløs og dem, som har set hans henrettelse hævder ovenikøbet, at han grinede før sin død. Mange folk, som har mødt Monkey D. Luffy og kendte Roger, har sagt, at de to minder meget om hinanden.

## Sørøverkongens liv
Roger havde tilsyneladende stor viden indenfor gamle sprog (han kunne læse poneglyffer). Han og hans bande har uden tvivl besøgt de fleste (hvis ikke alle) øer på Grand Line; han blev venner med Gun Fall få år før sin død og efterlod en kryptisk besked ved siden af Shandora-poneglyffen.
Følgende karakterer kunne have en tidligere bekendtskab med Gol D. Roger:
- Krokus, som bor ved Rivers Mountain, sagde Rogers navn efter Stråhattenes afgang.
- Dr. Kuleha på Drum sagde, at Rogers ånd levede videre. Derudover afslørede hun hans rigtige navn.

Personer, der helt sikker har en forbindelse med Roger:
- Kaptajn Smoker, som så hans henrettelse
- Whitebeard har kæmpet mod ham flere gange
- Gun Fall omtalte, at Roger var hans bedste ven i den korte tid, Roger var i Skypia

## Den store pirats død
Gol D. Roger pådrog sig en uhelbredelig sygdom, og overgav sig efter mange år til marinen. Som hævder at de fangede ham.
Præcis hvordan Roger døde vides ikke, men der bliver brugt sværd.
Lige inden siger han sine berømte sidste ord, som opmuntrede folk til at lede efter One Piece. Der er stor sandsynlighed for, at One Piece befinder sig på Grand Lines sidste ø, Raftel.
Efter disse sidste ord var det sidste, Roger opnåede at starte piraternes storhedstid, også kaldet drømmenes æra.
Efter Gol D. Rogers død er Whitebeard regnet som den stærkeste i verden.

## Rogers arv
Gol D. Rogers skat, af pirater kaldet One Piece, er ikke fundet endnu og dens placering er ukendt. Mange pirater har sat sejl for at finde den skat, blive sørøvernes konge og få deres vildeste drømme til at gå i opfyldelse.
Seriens karakterers definition af ordet skat (såsom Luffy, der betragter sin hat som sin skat) har sat mange teorier i gang om, at One Piece ikke nødvendigvis er guld, sølv og juveler, men noget, som Gol D. Roger satte meget pris på.
Et stykke inde i serien afslører Dr. Kuleha, at hans rigtige navn er Gol D. Roger. Det midterste bogstav ¨D¨ (som også besiddes af Luffy, Ace og Blackbeard) kunne tyde på, at Gol D. Roger på en eller anden måde er forbundet med Ruffy eller måske bare, at deres skæbner er forbundne.
Denne mulige forbindelse ved Luffy intet om. Navnet Gol D. Roger er aldrig sagt i hans nærvær og sammenligninger mellem de to er heller ikke.